# Pishva
Pīshvā (farsi پیشوا), che si chiamava in precedenza Emamzadeh-Ja'far, è una città dello shahrestān di Pishva, circoscrizione Centrale, nella provincia di Teheran in Iran. Aveva, nel 2006, una popolazione di 41.480 abitanti. Si trova a est di Varamin.